# Stephanus Van Cortlandt

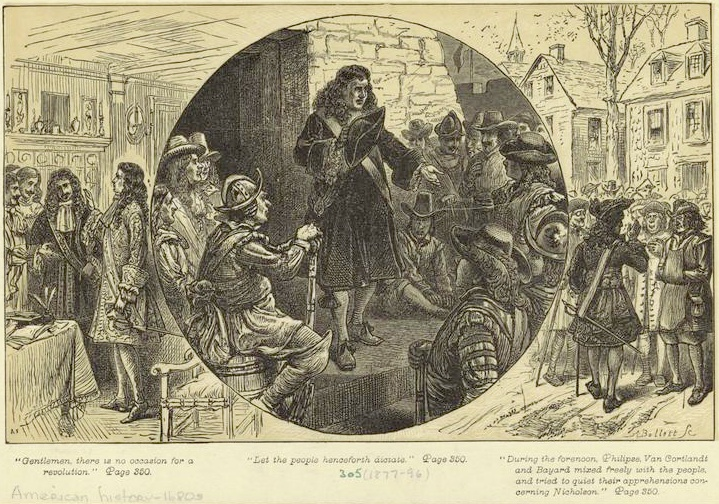
Representación de los consejeros de la ciudad de Nueva York Van Cortlandt, Nicholas Bayard y Frederick Philipse silenciando multitudes durante la Rebelión de Leisler

Stephanus van Cortlandt (7 de mayo de 1643-25 de noviembre de 1700) fue el primer nativo en acceder al cargo de alcalde de Nueva York, que ocupó de 1677 a 1678 y de 1686 a 1688. Fue el patrocinador de la Mansión Van Cortlandt y estuvo en el consejo ejecutivo del gobernador desde 1691 hasta 1700. Fue el primer residente de Sagtikos Manor en West Bay Shore en Long Island, que se construyó alrededor de 1697. Varios de sus descendientes se casaron con líderes militares ingleses y leales activos en la Revolución de las Trece Colonias, y sus descendientes se convirtieron en miembros destacados de la sociedad inglesa.

## Primeros años de vida
Stephanus van Cortlandt nació el 7 de mayo de 1643, hijo del capitán Olof Stevense van Cortlandt. Su padre había nacido en Wijk bij Duurstede, en la República Holandesa, y en 1637 llegó a Nueva Ámsterdam. Comenzando como soldado y contable, Olof Stevense van Cortland ascendió a un alto cargo en el servicio colonial de la Compañía Neerlandesa de las Indias Occidentales, sirviendo durante muchos períodos como burgomaestre y concejal antes de morir en 1684. Su madre, apodada "Anna", era née (de soltera Lockermans) van Cortlandt (nacida en Turnhout; 17 de marzo de 1618), quien pudo haber sido la persona que inició la tradición de "Santa Claus" en Estados Unidos.
Sus padres tuvieron cuatro hijos: el propio Stephanus (1643-1700); Jacobus van Cortlandt (1658-1739), que se casó con Eva de Vries Philipse (nacida en 1660); Maria van Cortlandt, que se casó con Jeremias van Rensselaer (1632-1674); y Catherine van Cortlandt, que se casó en primer lugar con Johannes Derval y, en segundo lugar, después de su muerte, con Frederick Philipse (1626-1702), el primer señor de Philipsborough Manor. Philipse estuvo casado anteriormente con Margaret Hardenbroeck (1637-1691) y durante ese matrimonio adoptó a su hija, Eva de Vries (nacida en 1660), quien tomó el nombre de Philipse. El padre de Eva y el primer marido de Margaret fue Peter Rudolphus de Vries (fallecido en 1661). 

## Carrera profesional
En 1668, fue nombrado alférez de una de las compañías de milicias de la ciudad de Nueva York. En 1677, fue designado por el gobernador inglés de la provincia de Nueva York para un mandato de dos años como alcalde de la ciudad de Nueva York, el primero que había nacido en Estados Unidos. Aunque de ascendencia holandesa, según los informes, fue designado debido a su inteligencia y posición social en la comunidad. En 1685, se unió a los socios Francis Rombouts y Jacobus Kip para obtener lo que se conoció como la Patente Rombout de tierras a lo largo del río Hudson en lo que hoy es el sur del condado de Dutchess. 
Durante su tiempo en el cargo, van Cortland siguió siendo partidario del partido aristocrático Whig, especialmente durante la Rebelión de Leisler de 1689 a 1691. Cuando Delanoy, el candidato de Leisler, fue elegido para la alcaldía, en lugar de Van Cortland, este último se negó a entregar el sello de la ciudad. Se ha dicho que cuando un comité llegó a su casa, su esposa les cerró la puerta en las narices.

## Vida personal

Escudo de Stephanus Van Cortlandt

Van Cortlandt se casó con Gertruj van Schuyler (n. 1654), hija de Philip Pieterse Schuyler y hermana de Pieter Schuyler (gobernador colonial de Nueva York y alcalde de Albany). Vivían en "Waterside", en la línea actual de Pearl Street, cerca de Broad, donde él se dedicaba a los negocios como comerciante. Juntos, tenían:
- Johannes Van Cortlandt (1672-1702), quien se casó con Anna Maria Van Schaick.[6]
  - Gertrude Van Cortlandt (1697-1766), que se casó con Philip Verplanck, nieto de Gulian Verplanck.[7]
- Margaretta Van Cortlandt (n. 1674), que se casó con el juez Samuel Bayard, hijo de Nicholas Bayard y descendiente de la familia Stuyvesant. Varios de sus descendientes eran leales que se trasladaron a Inglaterra.
- Anne van Cortlandt (1676-1724), quien se casó con Stephen DeLancey (1663-1741).
- Catherine Van Cortlandt, que se casó con el político de Nueva Jersey Andrew Johnston (1694-1762), hijo de John Johnstone (1661-1732), el 32º alcalde de la ciudad de Nueva York.
- Elizabeth Van Cortlandt, quien se casó con el reverendo Guillermo Skinner.
- Philip Van Cortlandt (1683-1746), quien se casó con Catherine de Peyster (1688-1766), hija de Abraham de Peyster, vigésimo alcalde de la ciudad de Nueva York, y su esposa Catharine de Peyster. Felipe y Catalina tuvieron seis hijos:
  - Stephen (1714-1756), que se casó con Mary Walton Ricketts en 1738.
  - Abraham (1713-1745)
  - Philip (1715-1745)
  - John (1718-1747)
  - Pierre Van Cortlandt (1721-1814), primer vicegobernador del estado de Nueva York, que se casó con su prima segunda, Joanna Livingston (1722-1808), hija de Cornelia Beekman (1693-1742), sobrina de Gerardus Beekman y nieta de Wilhelmus Beekman y Gilbert Livingston (1690-1746), hijo de Robert Livingston el Viejo y Alida Schuyler;[8][9]
  - Catherine Van Cortlandt (1725-1735), que murió joven.[10]

Stephanus Van Cortlandt murió en Nueva York el 25 de noviembre de 1700.

### Descendientes
Su nieta, Gertrude Bayard, se casó con Peter Kemble (1704-1789), un destacado hombre de negocios y político de Nueva Jersey, y su bisnieta, Margaret Kemble (1734-1824), se casó con Thomas Gage (1718/19-1787), quien fue general del ejército británico durante la guerra revolucionaria americana. Los descendientes de esta unión se encuentran en Inglaterra, incluso entre el vizconde Gages y la noble familia Bertie en Inglaterra (incluidos los que tienen el título de Condes de Abingdon).
Un nieto, James DeLancey (1703-1760) se convirtió en gobernador de Nueva York, y su nieta Susannah DeLancey (1707-1771) se casó con el vicealmirante Peter Warren (1703-1752). Otro nieto, Oliver De Lancey Sr. (1718-1785) se casó con Phila Franks, hija de una prominente familia judía de Nueva York.
El nieto, el teniente general William Skinner, fue un leal revolucionario estadounidense cuyo hijo, Cortlandt Skinner (1727-1799) también fue un leal que se casó con Elizabeth Kearney (1731-1810). Otro nieto, Pierre Van Cortlandt (1721-1814) fue el primer teniente gobernador de Nueva York que se casó con Joanna Livingston (nieta de Robert Livingston). Sus descendientes incluyen a Philip Van Cortlandt (1749-1831) y Pierre Van Cortlandt, Jr. (1762-1848).